# I classici della fantascienza
I classici della fantascienza è è stata una collana editoriale di narrativa fantascientifica curata da Ugo Malaguti e pubblicata da Libra Editrice dal 1969 al 1982, per un totale di 72 volumi. Venduta per corrispondenza, era stampata in formato tascabile con rilegatura cartonata e sovracoperta.
Come dice il nome, era dedicata alle gradi opere classiche dei maggiori autori della fantascienza mondiale.
Gli autori più pubblicati furono A. E. Van Vogt, con 8 volumi, e Jack Williamson e Clifford D. Simak, con 5 volumi cadauno.

## Elenco dei volumi
| Numero | Autore                              | Titolo                             | Note | Anno           |
| ------ | ----------------------------------- | ---------------------------------- | --- | -------------- |
| 1      | Jack Williamson                     | La legione dello spazio            | Primo romanzo della tetralogia della Legione dello spazio. | 1969           |
| 2      | A. E. Van Vogt                      | Il libro di Ptath                  | | Ottobre 1969   |
| 3      | Clifford D. Simak                   | City                               | Romanzo fix-up del ciclo della Città. | Luglio 1970    |
| 4      | Edmond Hamilton                     | I sovrani delle stelle             | Primo romanzo della dilogia dei Sovrani delle stelle. | Dicembre 1970  |
| 5      | A. E. Van Vogt                      | Le armi di Isher                   | Omnibus della dilogia delle Armi di Isher: 1. I negozi d'armi 2. I fabbricanti d'armi | Settembre 1971 |
| 6      | Jack Williamson                     | Il figlio della notte              | | Gennaio 1972   |
| 7      | Isaac Asimov                        | Paria dei cieli                    | Primo romanzo in ordine di composizione del Ciclo dell'Impero entro il Grande Universo della Fondazione.                                                                                      | Ottobre 1972   |
| 8      | Jack Williamson                     | Il popolo della cometa             | Secondo romanzo della tetralogia della Legione dello spazio. | Giugno 1973    |
| 9      | Leigh Brackett                      | La spada di Rhiannon               | Secondo romanzo della Trilogia di Marte entro il Ciclo del Sistema Solare. | Novembre 1973  |
| 10     | Theodore Sturgeon                   | Cristalli sognanti                 | | Ottobre 1973   |
| 11     | Wilson Tucker                       | La città in fondo al mare          | | Ottobre 1973   |
| 12     | Leigh Brackett                      | La legge dei Vardda                | | Novembre 1973  |
| 13     | Jack Williamson                     | L'enigma del Basilisco             | Terzo romanzo della tetralogia della Legione dello spazio. | Giugno 1974    |
| 14     | Frederik Pohl e Cyril M. Kornbluth  | Gladiatore in legge                | | Luglio 1974    |
| 15     | Robert Sheckley                     | I testimoni di Joenes              | | Novembre 1974  |
| 16     | Charles Henneberg                   | La nascita degli dei               | | Aprile 1975    |
| 17     | Arthur C. Clarke                    | La città e le stelle               | | Aprile 1975    |
| 18     | Murray Leinster                     | Il pianeta dimenticato             | Fix-up di tre romanzi brevi. | Maggio 1975    |
| 19     | Isaac Asimov                        | La fine dell'eternità              | Romanzo autoconclusivo entro il Grande Universo della Fondazione. | Novembre 1975  |
| 20     | Cyril M. Kornbluth e Judith Merril  | L'Ordine e le Stelle               | | Settembre 1975 |
| 21     | Edmond Hamilton                     | Ritorno alle stelle                | Secondo romanzo della dilogia dei Sovrani delle stelle. | Gennaio 1976   |
| 22     | John Wyndham                        | I trasfigurati                     | | Febbraio 1976  |
| 23     | Leigh Brackett                      | La città proibita                  | | Maggio 1976    |
| 24     | L. R. Johannis                      | C'era una volta un pianeta         | | Maggio 1976    |
| 25     | James E. Gunn                       | Questo mondo inespugnabile         | | Dicembre 1976  |
| 26     | John Wyndham                        | Avventura su Marte                 | Omnibus della dilogia dell'Avventura su Marte: 1. Clandestina per Marte 2. I sopravvissuti di Marte                                                                                           | Aprile 1977    |
| 27     | Clifford D. Simak                   | L'anello intorno al sole           | | Settembre 1977 |
| 28     | Raymond F. Jones                    | Il cittadino dello spazio          | Fix-up di tre racconti. | Ottobre 1977   |
| 29     | Edmond Hamilton                     | Morgan Chane, il Lupo dei cieli    | Omnibus della trilogia di Morgan Chane: 1. Il fuggiasco della Galassia 2. Pianeta perduto 3. Le Stelle del Silenzio                                                                           | Gennaio 1978   |
| 30     | Clifford D. Simak                   | Infinito                           | | Gennaio 1978   |
| 31     | Leigh Brackett                      | ...e su Marte dominerai            | Primo romanzo della Trilogia di Marte entro il Ciclo del Sistema Solare. | Maggio 1978    |
| 32     | Jack Williamson                     | L'impero dell'oscuro               | | Settembre 1978 |
| 33     | Edmond Hamilton                     | La valle della creazione           | | Gennaio 1979   |
| 34     | Cordwainer Smith                    | Sabbie, tempeste e pietre preziose | Romanzo fix-up del ciclo di Casher O'Neill. | Febbraio 1979  |
| 35     | Andre Norton                        | Il mondo delle streghe             | Primo romanzo della pentalogia della Famiglia Tregarth entro l'universo del Mondo delle Streghe.                                                                                              | Febbraio 1979  |
| 36     | Francis Carsac                      | Galassia maledetta                 | Primo romanzo della dilogia della Lega dei mondi umani. | Giugno 1979    |
| 37     | Andre Norton                        | Ritorno a Estcarp                  | Omnibus del secondo e terzo romano della pentalogia della Famiglia Tregarth entro l'universo del Mondo delle Streghe: 1. La rete del mondo delle streghe 2. Tre contro il mondo delle streghe | Maggio 1979    |
| 38     | H. Beam Piper                       | Lord Kalvan d'Altroquando          | Fix-up di racconti e materiale inedito, primo romanzo del ciclo di Kalvan. | Giugno 1979    |
| 39     | René Barjavel                       | Diluvio di fuoco                   | Primo romanzo della dilogia del Diluvio di Fuoco. | Agosto 1979    |
| 40     | Andre Norton                        | I maghi di Estcarp                 | Omnibus del quarto e quinto romano della pentalogia della Famiglia Tregarth entro l'universo del Mondo delle Streghe: 1. Il mago di Escore 2. L'incantatrice                                  | Settembre 1979 |
| 41     | Vargo Statten                       | I figli del Sole                   | Volume quadruplo di romanzi autoconclusivi tematicamente affini: - Gli eredi della Luna - La forza invisibile - L'oro viene dal cielo - Il maestro di Saturno                                 | Ottobre 1979   |
| 42     | Clifford D. Simak                   | Ingegneri cosmici                  | | Gennaio 1980   |
| 43     | Stanton A. Coblentz                 | Un pianeta e tre stelle            | | Marzo 1980     |
| 44     | L. Ron Hubbard                      | La trama tra le nubi               | Volume doppio di romanzi autoconclusivi di genere science fantasy: - La trama tra le nubi - Il regicida                                                                                       | Maggio 1980    |
| 45     | Clifford D. Simak                   | La riserva dei folletti            | | Giugno 1980    |
| 46     | Anthony Gilmore                     | Il falco degli spazi               | Romanzo fix-up del ciclo del Falco. | Luglio 1980    |
| 47     | A. E. Van Vogt                      | I polimorfi                        | Romanzo fix-up del ciclo del Polimorfo. | Agosto 1980    |
| 48     | Andre Norton                        | L'anno dell'unicorno               | Primo romanzo della trilogia di High Hallack entro l'universo del Mondo delle Streghe. | Ottobre 1980   |
| 49     | Eric North                          | Deserto dei mostri                 | | Dicembre 1980  |
| 50     | Raymond Z. Gallun                   | L'ultimo marziano                  | Raccolta completa del ciclo dell'Ultimo marziano, comprende due racconti e un romanzo breve.                                                                                                  | Febbraio 1981  |
| 51     | Ray Cummings                        | I pirati dello spazio              | Omnibus della dilogia di Gregg Haljan: 1. I briganti della Luna 2. Wandl, l'invasore | Marzo 1981     |
| 52     | Alfred Gordon Bennet                | La sconfitta dei semidei           | | Aprile 1981    |
| 53     | L. Ron Hubbard                      | Le quattro ore di Satana           | Volume quadruplo di romanzi dell'orrore autoconclusivi: - La paura - Il cadavere affezionato - Il "Ghoul" - Il tritone indigesto                                                              | Maggio 1981    |
| 54     | Ray Cummings                        | La principessa della luce          | Omnibus della dilogia della Principessa Tama: 1. Nella terra della grande luce 2. La principessa di Mercurio                                                                                  | Giugno 1981    |
| 55     | F. L. Wallace                       | Destinazione Centauro              | Riscrittura espansa di una prima stesura breve apparsa su rivista come Accidental Flight nel 1952.                                                                                            | Giugno 1981    |
| 56     | William F. Temple                   | Il triangolo quadrilatero          | Riscrittura espansa di un racconto omonimo apparso su rivista nel 1939. | Agosto 1981    |
| 57     | S. Fowler Wright                    | Il mondo degli anfibi              | Omnibus della dilogia degli Anfibi: 1. Gli anfibi 2. Il mondo sotterraneo | Settembre 1981 |
| 58     | A. E. Van Vogt                      | La casa senza tempo                | | Ottobre 1981   |
| 59     | Festus Pragnell                     | Il popolo verde                    | Omnibus della dilogia del Popolo verde: 1. Il popolo verde 2. Kastrove il possente | Ottobre 1981   |
| 60     | Arthur K. Barnes e Henry Kuttner    | L'arca dell'infinito               | Raccolta completa del ciclo di Gerry Carlyle composto da Barnes, include anche quattro racconti su sei della serie spin-off di Tony Quade creata da Kuttner.                                  | Novembre 1981  |
| 61     | John Taine                          | L'uomo che visse nel futuro        | | Novembre 1981  |
| 62     | L. Ron Hubbard                      | Ritorno al domani                  | | Novembre 1981  |
| 63     | Homer Eon Flint e Austin Hall       | Il «Punto Cieco»                   | Omnibus della dilogia del Punto Cieco: 1. Il Punto Cieco 2. Il punto della vita | Novembre 1981  |
| 64     | Stanley G. Weinbaum                 | Un'odissea marziana                | Raccolta creata per il mercato italiano, comprende il dittico di Tweel, il trittico di Ham Hammond, e un racconto autoconclusivo.                                                             | Gennaio 1982   |
| 65     | Lee Correy                          | Operazione Centauro                | Volume doppio di due romanzi autoconclusivi: - ...e una stella per guidarlo - Operazione Centauro                                                                                             | Gennaio 1982   |
| 66     | A. E. Van Vogt                      | Il cervello trappola               | Riscrittura espansa del racconto "Il Grande Giudice" apparso su rivista nel 1948. | Gennaio 1982   |
| 67     | Raymond Z. Gallun                   | Quando esplose Selene              | Secondo romanzo della dilogia dell'Alba dei Semidei. Include in appendice un racconto autoconclusivo.                                                                                         | Marzo 1982     |
| 68     | A. E. Van Vogt                      | Fuga dal sole                      | Romanzo fix-up del ciclo della Centaurus. | Marzo 1982     |
| 69     | L. Ron Hubbard                      | L'uomo che non poteva morire       | Volume doppio di romanzi science fantasy: - L'uomo che non poteva morire - L'avventura delle Mille e una Notte...                                                                             | Maggio 1982    |
| 70     | A. E. Van Vogt (e Roberta Rambelli) | Le armi di Isher. Parte seconda    | Omnibus della seconda dilogia delle Armi di Isher, composta appositamente per il mercato italiano in collaborazione fra van Vogt e Rambelli: 1. L'impero di Isher 2. Isher contro Isher       | Aprile 1982    |
| 71     | L. Ron Hubbard                      | L'ultimo vessillo                  | | Maggio 1982    |
| 72     | A. E. Van Vogt                      | Al di là del futuro                | | Maggio 1982    |